# Монтгомери Крик (Калифорнија)
Монтгомери Крик (енгл. Montgomery Creek) насељено је место без административног статуса у америчкој савезној држави Калифорнија.

## Демографија
По попису из 2010. године број становника је 163, што је 67 (69,8%) становника више него 2000. године.
| Група             | 2000.      | 2010.       |
| Белци             | 81 (84,4%) | 115 (70,6%) |
| Афроамериканци    | 0 (0,0%)   | 2 (1,2%)    |
| Азијати           | 0 (0,0%)   | 0 (0,0%)    |
| Хиспаноамериканци | 2 (2,1%)   | 18 (11,0%)  |
| Укупно            | 96         | 163         |